# 神田 (松本市)
神田（かんだ）は長野県松本市の市街地の南東の地名。現行行政地名は神田1丁目から神田3丁目。住居表示実施済み。郵便番号は390-0822。

## 概要
松本市の重要文化財に指定されている千鹿頭神社や千鹿頭池がある。なお、土地利用の状況としては、1丁目は住宅が中心で、2・3丁目は住宅も見られるが田畑が中心となっている。

## 歴史
江戸時代には神田村を形成していた。神田村は、明治時代、合併により中山村の一部となったが、神田地区は中山村の中心部よりも松本市の中心部のほうがアクセスしやすく都合が悪かったため、中山村のうち神田地区が先行する形で、1943年、松本市に編入された。
南側は和泉川が流れており、東側は千鹿頭山などが連なる。西側はやまびこ道路が通っている。

### 沿革
- 1992年10月26日 - 1〜2丁目で住居表示実施。
- 1998年10月26日 - 3丁目で住居表示実施。

## 世帯数と人口
2018年（平成30年）10月1日現在の世帯数と人口は以下の通りである。
| 丁目      | 世帯数  | 人口    |
| --------- | ------- | ------- |
| 神田1丁目 | 514世帯 | 1,164人 |
| 神田2丁目 | 77世帯  | 194人   |
| 神田3丁目 | 84世帯  | 155人   |
| 計        | 675世帯 | 1,513人 |

## 小・中学校の学区
小中学校の学区は以下の通りである。
| 町会名       | 小学校             | 中学校             |
| ------------ | ------------------ | ------------------ |
| 筑摩東の一部 | 松本市立源池小学校 | 松本市立開成中学校 |
| 神田         | 松本市立筑摩小学校 | 松本市立開成中学校 |

## 交通

### 道路
- 長野県道63号松本塩尻線